# Jordan Siebatcheu
Theoson-Jordan Siebatcheu (Washington, 1996. április 26. –) amerikai válogatott labdarúgó, a német Union Berlin játékosa.

## Pályafutása

### Klubcsapatban
Washington városában született és 7 éves korában csatlakozott a Reims akadémiájához. 2015. január 31-én debütált az első csapatban a bajnokságban a Toulouse ellen, a 67. perben Alexi Peuget cseréjeként. Augusztus 9-én második bajnoki mérkőzésén megszerezte az első gólját a Girondins de Bordeaux ellen. A következő hónapban 3 éves szerződést írt alá a klubbal. A 2016–2017-es szezont a harmadosztályú Châteauroux töltötte kölcsönben, tízszer volt eredményes tizenöt bajnoki mérkőzésen. A következő szezont a Reims színeiben 17 góllal és 7 gólpasszal zárta a másodosztályban, bajnoki címet szereztek.
2018. június 12-én aláírt a Rennes csapatához. 2020. szeptember 13-án a svájci Young Boys opciós joggal kölcsönbe vette. 2021. július 1-jén a svájci klub élt opciós jogukkal és véglegesen szerződtették. 2021. december 19-én, a Lugano ellen idegenben 5–0-ra megnyert mérkőzésen mesternégyest szerzett. A 2021–22-es szezonban 32 mérkőzésen elért 22 góljával megszerezte a svájci első osztály gólkirályi címét.
2022. július 1-jén a német első osztályban érdekelt Union Berlin szerződtette.

### A válogatottban
2017. június 5-én bemutatkozott a francia U21-es labdarúgó-válogatottban az albánok elleni felkészülési mérkőzésen. 2018-ban meghívták az amerikai labdarúgó-válogatottba, de ekkor még visszautasította a felkérést. 2021. március 10-én jelentette be, hogy az amerikai válogatottat fogja a jövőben képviselni. Március 25-én mutatkozott be  Jamaica ellen. Június 3-án győztes gólt lőtt csereként 2020–2021-es CONCACAF Nemzetek Ligája mérkőzésén Honduras ellen.

## Statisztika
2022. augusztus 20. szerint.
| Klub információ         | Klub információ | Bajnokság            | Bajnokság | Bajnokság | Kupa  | Kupa | Ligakupa | Ligakupa | UEFA  | UEFA | Összesen | Összesen |
| Klub                    | Szezon          | Bajnokság            | Mérk.     | Gól       | Mérk. | Gól  | Mérk.    | Gól      | Mérk. | Gól  | Mérk.    | Gól      |
| ----------------------- | --------------- | -------------------- | --------- | --------- | ----- | ---- | -------- | -------- | ----- | ---- | -------- | -------- |
| Reims II                | 2013–14         | CFA 2                | 12        | 2         | —     | —    | —        | —        | —     | —    | 12       | 2        |
| Reims II                | 2015–16         | CFA 2                | 2         | 2         | —     | —    | —        | —        | —     | —    | 2        | 2        |
| Reims II                | 2016–17         | CFA                  | 4         | 0         | —     | —    | —        | —        | —     | —    | 4        | 0        |
| Reims II                | Összesen        | Összesen             | 18        | 4         | 0     | 0    | 0        | 0        | 0     | 0    | 18       | 4        |
| Reims                   | 2014–15         | Ligue 1              | 1         | 0         | 0     | 0    | 0        | 0        | —     | —    | 1        | 0        |
| Reims                   | 2015–16         | Ligue 1              | 25        | 3         | 0     | 0    | 1        | 0        | —     | —    | 26       | 3        |
| Reims                   | 2016–17         | Ligue 2              | 8         | 0         | 1     | 3    | 1        | 1        | —     | —    | 10       | 4        |
| Reims                   | 2017–18         | Ligue 2              | 35        | 17        | 2     | 1    | 1        | 0        | —     | —    | 38       | 18       |
| Reims                   | Összesen        | Összesen             | 69        | 20        | 3     | 4    | 3        | 1        | 0     | 0    | 75       | 25       |
| Châteauroux             | 2016–17         | Championnat National | 15        | 10        | 1     | 1    | 0        | 0        | —     | —    | 16       | 11       |
| Rennes                  | 2018–19         | Ligue 1              | 15        | 3         | 3     | 3    | 2        | 0        | 3     | 1    | 23       | 7        |
| Rennes                  | 2019–20         | Ligue 1              | 14        | 0         | 2     | 1    | 0        | 0        | 5     | 0    | 21       | 1        |
| Rennes                  | Összesen        | Összesen             | 29        | 3         | 5     | 4    | 2        | 0        | 8     | 1    | 44       | 8        |
| Young Boys (kölcsönben) | 2020–21         | Swiss Super League   | 32        | 12        | 1     | 0    | —        | —        | 10    | 3    | 43       | 15       |
| Young Boys              | 2021–22         | Swiss Super League   | 32        | 22        | 1     | 0    | —        | —        | 12    | 5    | 45       | 27       |
| Union Berlin            | 2022–23         | Bundesliga           | 3         | 2         | 1     | 1    | —        | —        | 0     | 0    | 4        | 3        |
| Összesen                | Összesen        | Összesen             | 194       | 72        | 12    | 10   | 5        | 1        | 28    | 9    | 239      | 90       |

### A válogatottban
2022. március 24. szerint.
| Válogatott                | Év       | Pályára lépés | Gól |
| ------------------------- | -------- | ------------- | --- |
| Amerikai Egyesült Államok | 2021     | 8             | 1   |
| Amerikai Egyesült Államok | 2022     | 1             | 0   |
| Összesen                  | Összesen | 9             | 1   |

#### Góljai a válogatottban
| # | Időpont         | Helyszín                                                      | Ellenfél | Gólok | Eredmény | Kiírás                                |
| - | --------------- | ------------------------------------------------------------- | -------- | ----- | -------- | ------------------------------------- |
| 1 | 2021. június 3. | Empower Field at Mile High, Denver, Amerikai Egyesült Államok | Honduras | 1–0   | 1–0      | 2020–2021-es CONCACAF Nemzetek Ligája |

## Sikerei, díjai

### Klub
- Reims II
  - CFA 2: 2015–16

- Châteauroux
  - National 1: 2016–17

- Reims
  - Ligue 2: 2017–18

- Stade Rennais
  - Francia kupa: 2018–19

- Young Boys
  - Svájci bajnok: 2020–21

### Válogatott
- Egyesült Államok
  - CONCACAF Nemzetek Ligája: 2019–20

### Egyéni
- A Swiss Super League gólkirálya: 2021–22